# Суды Любви
«Суды Любви» (лат. Aresta amorum; фр. Arrêts d’amour) — циклизованный сборник куртуазных стихов в прозе французского поэта Марциала Овернского, написанный около 1460 года. Одна из самых знаменитых книг позднего Средневековья, выдержавшая 35 изданий до 1734 года.
«Суды» восходят к древней, хотя и не слишком отчётливой традиции судебных аллегорий; по тематике сочинение это подводит вымышленный итог спору, начатому «Безжалостной красавицей» Алена Шартье; в нём рассматривается 51 «случай», по которому выносится «приговор»; каждый «случай» представляет собой новеллу. Между собой они связаны довольно слабо, однако цельность «Судов Любви» подчеркнута стихотворным эпилогом.
Жан де Лафонтен написал коротенькое стихотворное подражание «Судам любви» (Imitation d’un conte intitulé «les Arrêts d’Amour»).